# Ribeira Chã
Ribeira Chã es una freguesia portuguesa perteneciente al municipio de Lagoa, situado en la Isla de São Miguel, Región Autónoma de Azores. Posee un área de 2,52 km² y una población total de 366 habitantes (2001). La densidad poblacional asciende a 145,2 hab/km². Se encuentra a una latitud de 31°43'N y una longitud 25°29'O. La freguesia se encuentra a 13 m s. n. m.
- Datos: Q376250
- Multimedia: Ribeira Chã / Q376250

1. ↑  Worldpostalcodes.org,[https://www.worldpostalcodes.org/l1/pt/pt/portugal/perfil/codigo-postal/9560+-+550 código postal n.º 9560 - 550].